# Я — кукла
«Я — кукла» — российский художественный фильм режиссёра Юрия Кары, снятый в жанре боевика по мотивам одноимённой повести петербургского писателя Евгения Кукаркина.
6 и 9 марта 2002 года в Доме Кино в Москве состоялся премьерный показ фильма. С 4 апреля 2002 года показ в кинотеатрах России. Премьера фильма на телевидении состоялась 11 января 2003 года на телеканале «Россия».

## Сюжет
Фильм повествует о спецназовце Викторе Воробьеве (Александр Домогаров), который во время боевых действий на территории Северного Кавказа участвует в защите одинокого горного поселения. В течение последнего времени солдаты и мирные жители подвергаются регулярным атакам таинственного снайпера, который использует серебряные пули. Осмотрев одну из них, Виктор вспоминает события недавнего прошлого. В своё время он был приговорён к высшей мере наказания за убийство. Ему предлагали сделать выбор: или смерть, или участь «куклы». И он попал в лагерь, в котором на нём и на других заключённых сотрудники спецслужб России и других стран бывшего СССР отрабатывали боевые навыки. Виктору пришлось пройти через адские муки, чтобы выжить. Ему удалось победить «Кабана» — могучего телосложения сотрудника украинских спецслужб. После битвы с Лю Кенгом друга Виктора, бывшего бойца львовского спецназа Анатолия, который попал в лагерь по вине Кабана, убили. Виктор по мере своих выступлений на «ринге» становился всё более популярным у женской части сотрудников лагеря и решил воспользоваться этим для побега.
Однажды к нему в камеру привели Фаину — сотрудницу лагеря, поклонницу Виктора, почти сразу же предложившую ему себя. Однако половой акт между ними прервала появившаяся жена капитана — начальника лагеря, про которую ходили слухи о её сексуальной распущенности. Капитанша грубо прогнала Фаину, оставив, однако, дверь в камеру открытой. Между Виктором и капитаншей произошла стычка, в результате которой Виктор бросил женщину на кушетку. Разозлившись, Виктор грубо порвал на капитанше её одежду: сорвал колготки, порвал юбку, разорвал блузку и бюстгальтер, и фактически изнасиловал её. Когда женщина «отключилась», он оставил её лежать в камере, а сам, закрыв простынёй камеру слежения и пользуясь тем, что вход остался открытым, сбежал. Вскоре Виктору приходится спасти похищенного сына атамана (Сергей Никоненко) от рук чеченского боевика, за «убийство» которого его некогда приговорили к расстрелу. Отец ребёнка предлагает ему укрытие и возможность применить свои навыки для защиты жителей от врагов.
История снова переносится в настоящее время. На глазах Виктора сын капитана случайно подвернулся под пулю снайпера (предназначавшуюся его отцу). Охваченный яростью, Воробьев рискуя жизнью бросается в атаку. Спецназовцу сопутствует успех, и ему удается захватить снайпера. Им оказалась его бывшая возлюбленная и инструктор по огневой подготовке Герда (Ольга Сумская), которая после развала СССР вернулась в Литву, а после стала снайпером, работающим на боевиков. Пока наемница умоляет Виктора отпустить её, к ним подбирается Кабан, который так же воюет на стороне боевиков. Скрутив Виктора, он упомянул, что тот «„вышку“ получил за убийство человека, который на самом деле выжил». Герда незаметно развязывает Виктору руки и тот, выбрав момент, подрывает Кабана на его же собственной гранате. Наёмница слёзно умоляет Виктора дать ей уйти в благодарность за то, что она его спасла, но тот твёрдо решает доставить Герду на базу в целях её же безопасности. Проходит время. По приглашению атамана в часть из Москвы приезжает полковник ФСБ (Аристарх Ливанов), чтобы обсудить возможность пересмотра приговора Виктору. Сын капитана выжил и быстро поправляется. Виктор приходит на свидание с Гердой в тюрьме, где наемница говорит, что пыталась заработать денег для своей дочери, живущей в Литве, после чего Воробьев обещает найти дочь и помочь ей.

## В ролях
| Актёр                | Роль                        |
| -------------------- | --------------------------- |
| Александр Домогаров  | спецназовец Виктор Воробьёв |
| Ольга Сумская        | снайпер Герда               |
| Аристарх Ливанов     | полковник ФСБ               |
| Наталья Громушкина   | Мила                        |
| Сергей Никоненко     | Алексей Иванович            |
| Денис Карасёв        | Анатолий                    |
| Сергей Силкин        | «Крафт»                     |
| Николай Чиндяйкин    | начальник лагеря            |
| Алла Миронова        | жена начальника лагеря      |
| Владимир Епископосян | Мурат                       |
| Лариса Павлова       | Фаина                       |
| Инна Пиварс          | брюнетка                    |
| Юрий Думчев          | «Кабан»                     |

## Производство
Фильм был снят полностью в окрестностях города Ялта.
Фильм отличается от книги местом действия. В книге лагерь был на территории бывшей Югославии, в фильме же в неиндентифицированной (возможно, вымышленной) местности где-то на Северном Кавказе.

## Саундтрек
В фильме звучат песни «Психическая атака» (стихи Леонида Бородина, музыка А. Бельчева) в исполнении Александра Домогарова, «Я пел, когда летал» (музыка Павла и Александра Смеянов, стихи Павла Смеяна) в исполнении Павла Смеяна и «Ах, что за дни такие настают» (музыка и стихи Ю. Визбора) в исполнении А. Домогарова. Музыка боёв, лагеря и войны — Пётр Горшенин.

## Отзывы
Фильм получил преимущественно низкие оценки кинокритиков. Михаил Трофименков писал: «Больше всего „Я — кукла“ напоминает итальянские фильмы категории Z, которые на Апеннинах в 1970—1980 годах клепали сотнями. От всех этих выбитых крупным планом глаз, похотливых офицерских жён, сладострастно сосущих леденцы, и объятий с белокурой бестией — прибалтийской снайпершей — можно получить извращённое удовольствие, если смотреть фильм с иронической дистанцией, руководствуясь девизом „так плохо, что уже хорошо“».